# Букотина, Анна Харитоновна
Анна Харитоновна Букотина (11 июля 1910, д. Дурниха (деревня), Бронницкий уезд, Московская губерния, Российская империя — 23 февраля 1998 с. Михайловская Слобода, Раменский район, Московская область, Российская Федерация) — советская доярка колхоза имени Тельмана Раменского района Московской области, Герой Социалистического Труда (07.04.1949).

## Биография
Родилась 11 июля 1910 года в деревне Дурниха, Бронницком уезде, Московской губернии.
Её отец умер, когда девочке исполнилось 4 года, с 10 лет работала по найму у зажиточных селян. После замужества в 1928 году переехала в село Михайловская Слобода и со дня создания в 1930 году колхоза стала работать дояркой на местной молочно-товарной ферме.
Доярка Букотина А. Х. — одна из первых стахановок колхоза имени Тельмана Раменского района, в 1938 году участвовала в конкурсе на звание «лучший по профессии», который проводился в связи с подготовкой к Всесоюзной сельскохозяйственной выставке (ВСХВ) в Москве. По условиям требовалось надоить вручную за одну минуту полтора литра молока. Для этого следовало сделать не менее 109 зажимов сосков руками. Анна Харитоновна с задачей успешно справилась, заняв 1-е место, и была награждена медалью.
За высокий надой в 1938 году — 5467 литров молока от коровы — Анна Харитоновна с напарницей Е. Г. Вавохиной были награждены орденами Ленина.
Все военное и послевоенные годы трудилась самоотверженно в сложнейших условия восстановления и развития хозяйства, в 1946 году была инициатором введения двухсменной работы, чтобы первая смена проводила дойки в 4 и 10 часов утра, вторая в 16 и 22 часа.
В 1947 году А. Х. Букотина с напарницей А. М. Ананьевой от каждой коровы закреплëнной за ними группы получили по 2722 килограмма молока.
По итогам работы в 1948 году она получила от 8 по 5143 килограмма молока с содержанием 190 килограммов молочного жира в среднем от коровы за год.
Указом Президиума Верховного Совета СССР от 7 апреля 1949 года за получение высокой продуктивности животноводства в 1948 году Букотиной Анне Харитоновне присвоено звание Героя Социалистического Труда с вручением ордена Ленина и золотой медали «Серп и Молот».
Проживала в Михайловской Слободе, скончалась 23 февраля 1998 года.

## Награды
- Два Ордена Ленина (13.02.1939, 07.04.1949);
- Герой Социалистического Труда (07.04.1949);
- Золотая медаль ВДНХ СССР;
- Золотая медаль ВСХВ.